# اچ‌ام‌اس ولیانت (اس۱۰۲)
اچ‌ام‌اس ولیانت (اس۱۰۲) (به انگلیسی: HMS Valiant (S102)) یک زیردریایی است که طول آن ۲۸۵ فوت (۸۷ متر) می‌باشد. این زیردریایی در سال ۱۹۶۳ ساخته شد.